# 5 décembre dans les chemins de fer
5 novembre 5 janvier
Chronologies thématiques
- Croisades
- Sports
- Disney

Cette page concerne les événements qui se sont déroulés un 5 décembre dans les chemins de fer.

## Événements

### XXesiècle
- 1909. France : inauguration du tramway Électrique Lille Roubaix Tourcoing.
- 1972. France : record de vitesse (318 km/h) établi par la SNCF avec le TGV 001 sur la ligne des Landes.